# ملعب كنسينغتون أوفال

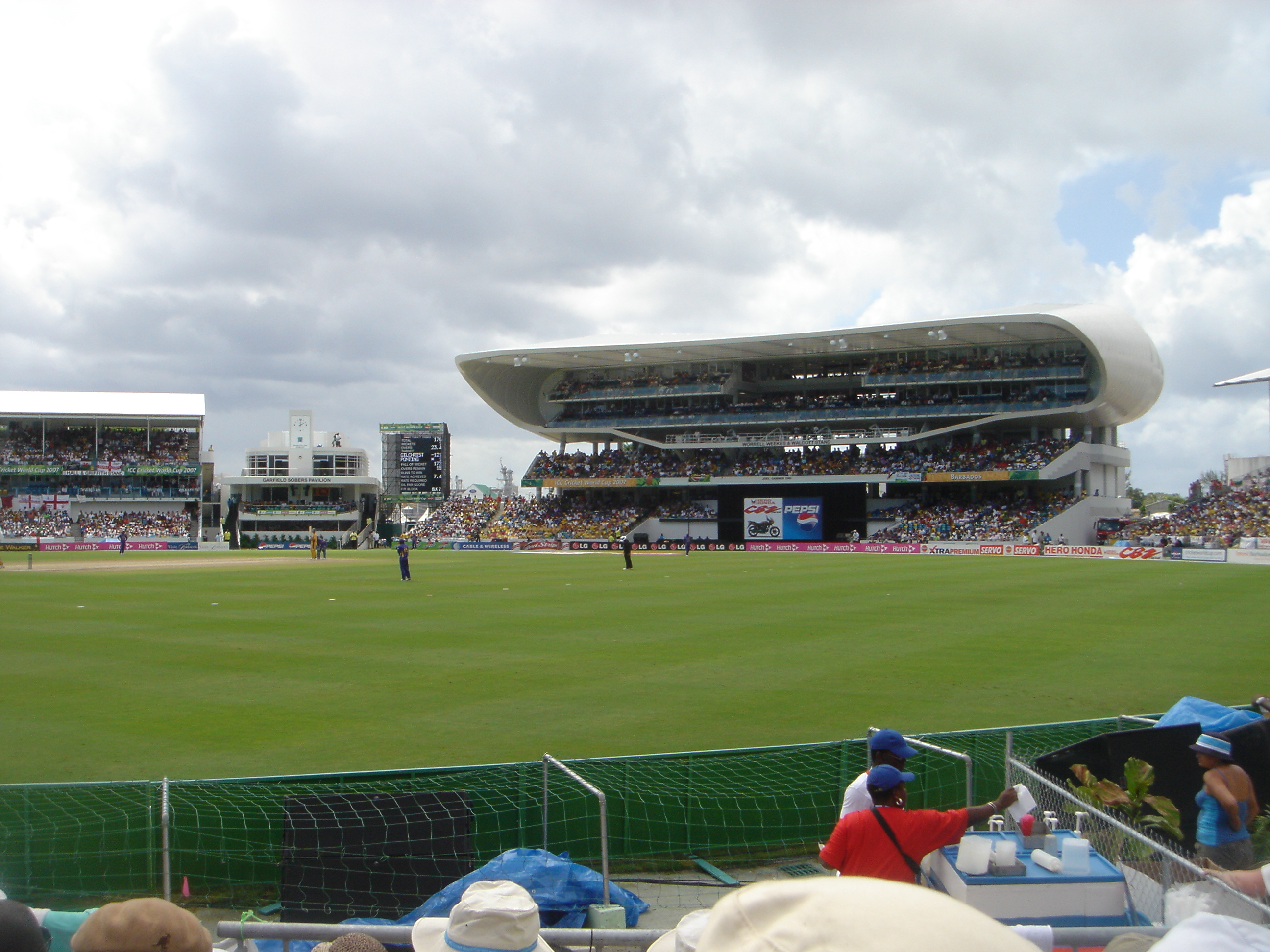

ملعب كنسينغتون أوفال هو ملعب متعدد الاستخدام يقع في بريدج تاون عاصمة بربادوس . غالبا ما يتم استخدامه لمباريات كرة القدم . يسع الملعب لجلوس 15 ألف متفرج . يعتبر الملعب الرسمي الذي يخوض فيه منتخب بربادوس مبارياته الدولية . تم افتتاح الملعب في 1882 .